# A Forma da Água
The Shape of Water (bra/prt: A Forma da Água) é um filme norte-americano de 2017, dos gêneros fantasia sombria, romance, drama e aventura, dirigido por Guillermo del Toro e escrito por ele e Vanessa Taylor. O filme é estrelado por Sally Hawkins, Michael Shannon, Richard Jenkins, Doug Jones, Lauren Lee Smith, Michael Stuhlbarg e Octavia Spencer.
Lançado em 1 de dezembro de 2017 nos Estados Unidos, a obra recebeu várias indicações e ganhou inúmeros prêmios, entre eles: três BAFTA, dois Globos de Ouro, o Leão de Ouro do Festival de Veneza e ainda 13 indicações ao Oscar, vencendo em quatro categorias: Melhor Filme, Melhor Diretor, Melhor Trilha Sonora e Melhor Direção de Arte.

## Sinopse
Em meio aos grandes conflitos políticos as grandes transformações sociais ocorridas nos Estados Unidos, Elisa (Sally Hawkins), zeladora em um laboratório experimental secreto do governo, conhece e se afeiçoa a uma criatura fantástica mantida presa no local. Para elaborar um arriscado plano de fuga ela recorre a um vizinho (Richard Jenkins) e à colega de trabalho Zelda (Octavia Spencer).

## Elenco
- Sally Hawkins como Elisa Esposito
- Michael Shannon como Coronel Richard Strickland
- Octavia Spencer como Zelda Delilah Fuller
- Doug Jones como A Criatura
- Lauren Lee Smith como Elaine Strickland
- Richard Jenkins como Giles
- Michael Stuhlbarg como Dr. Robert Hoffstetler/Dimitri Mosenkov
- Nick Searcy como General Frank Hoyt
- David Hewlett como Fleming

## Dublagem brasileira
- Estúdio de dublagem: Delart[9]

## Produção
A Ideia para "A Forma da Água" surgiu quando Guillermo del Toro assistiu ao longa metragem Creature from the Black Lagoon, ele ficou maravilhado ao ver que a criatura estava apaixonada pela protagonista. Infelizmente, o ser foi derrotado e não conseguiu conquistar seu amor, decidido a corrigir isso, Del Toro traçou sua meta de fazer um filme em que o monstro leva a garota.
Em 2002, Del Toro conversou com a Universal para dirigir uma nova versão de "O Monstro da Lagoa Negra em que a criatura fique com a protagonista, mas sua ideia foi rejeitada pelo estúdio. Alguns anos mais tarde, Del Toro estava conversando com um colega, até que a conversa chegou a uma ideia do amigo do diretor em que uma faxineira encontra uma criatura estranha em um laboratório, vendo isso como uma oportunidade de realizar seu sonho, o cineasta mexicano comprou a ideia e começou a desenvolve-la.
Em 17 de março de 2016, The Hollywood Reporter confirmou que um filme de suspense estava em desenvolvimento por Guillermo del Toro que seria estrelado por Sally Hawkins e que del Toro estaria escrevendo e produzindo e dirigindo para Fox Searchlight Pictures. O filme seria ambientado na era da Guerra Fria. Michael Stuhlbarg se juntou ao elenco do filme em março. Em 6 de maio de 2016, Michael Shannon se juntou ao elenco. O título foi especulado e então confirmado como The Shape of Water. Em entrevista ao The Hollywood Reporter, Del Toro confirmou que seu colaborador freqüente, Doug Jones, interpretaria a criatura apresentada no filme.
As filmagens começaram no dia 1 de agosto de 2016 em Toronto, mas Del Toro confirmou em sua conta pessoal no Twitter que as filmagens começariam em 15 de agosto de 2016. A produção foi oficialmente anunciada para começar naquele dia, que foi confirmada mais tarde por del Toro. As filmagens acabaram em 6 de novembro de 2016.

## Recepção
O filme recebeu aclamação da crítica e teve uma performance forte nas bilheterias. No site Rotten Tomatoes, The Shape of Water recebeu um índice de aprovação de 92% baseado em 225 resenhas, com uma nota média de 8,4 (de 10). Já no site Metacritic, o filme ganhou uma nota 87 (de 100), baseado na resenha de 50 críticos, indicando "aclamação universal".

## Prêmios e indicações

### Oscar 2018(EUA)
| Data da Cerimônia  | Categoria                     | Recipiente                                         | Resultado |
| ------------------ | ----------------------------- | -------------------------------------------------- | --------- |
| 4 de Março de 2018 | Melhor Filme                  | Guillermo del Toro e J. Miles Dale                 | Venceu    |
| 4 de Março de 2018 | Melhor Diretor                | Guillermo del Toro                                 | Venceu    |
| 4 de Março de 2018 | Melhor Atriz                  | Sally Hawkins                                      | Indicado  |
| 4 de Março de 2018 | Melhor Ator Coadjuvante       | Richard Jenkins                                    | Indicado  |
| 4 de Março de 2018 | Melhor Atriz Coadjuvante      | Octavia Spencer                                    | Indicado  |
| 4 de Março de 2018 | Melhor Roteiro Original       | Guillermo del Toro e Vanessa Taylor                | Indicado  |
| 4 de Março de 2018 | Melhor Trilha Sonora Original | Alexandre Desplat                                  | Venceu    |
| 4 de Março de 2018 | Melhor Fotografia             | Dan Laustsen                                       | Indicado  |
| 4 de Março de 2018 | Melhor Direção de Arte        | Paul Denham Austerberry, Shane Vieau e Jeff Melvin | Venceu    |
| 4 de Março de 2018 | Melhor Figurino               | Luís Sequeira                                      | Indicado  |
| 4 de Março de 2018 | Melhor Edição                 | Sidney Wolinsky                                    | Indicado  |
| 4 de Março de 2018 | Melhor Edição de Som          | Nathan Robitaille e Nelson Ferreira                | Indicado  |
| 4 de Março de 2018 | Melhor Mixagem de Som         | Christian Cooke, Brad Zoern e Glen Gauthier        | Indicado  |